# 요아힘 발렌틴
요아힘 발렌틴(Joachim Valentin, 1965년 8월 5일 ~ , 독일 하다마르 출생)은 독일 로마가톨릭 신학자이다. 림부르크 교구 직속 프랑크푸르트 교육문화센터 '하우스암돔'의 센터장, 라바누스 마우루스 가톨릭 아카데미 원장, 프랑크푸르트 암 마인 소개 괴테 대학교의 기독 종교사와 문화이론 분야 교수이다.

## 생애
1983년에 퓌르스트 요한 루드비히 학교를 졸업하며 아비투어(대학입학자격시험)를 치른 후 1984/1985년에 군복무를 했다. 1986년부터 1992년까지 가톨릭 신학, 절학, 고전철학을 대학에서 공부하고 1992년 신학 디플롬을 취득했다. 1987년부터 1992년까지 주교회의 장학재단인 '쿠자누스베르크'(Cusanuswerk) 장학금을 받고 1993년에서 1996년까지 같은 재단에서 박사과정 장학금을 받았다. 
1996년, 프라이부르크 대학교 한스 유르겐 페르베이엔 (Hansjürgen Verweyen) 교수에게서 근본주의 신학 분야에서 박사학위 취득. 1996년에서 1998년, 림부르크 교구(Bistum Limburg)에서 Pastoralreferent 교육을 받았다. 1998년부터 2005년까지 프라이부르크 대학교에서 연구조교(Wissenschaftlicher Assistent), 종교사 연구분과 선임조교였다. 
2005년 5월 25일에 '근본주의신학과 종교사'란 주제의 논문으로 교수자격시험을 통과하고 만하임 대학교에서 2004년부터 2009년까지 강의를 했다. 2005년부터 가톨릭 센터 프랑크푸르트 하우스암돔의 센터장이다. 2006년부터 2009년까지 프라이부르크 알베르트 루드비히 대학교에서 2009년부터 프랑크푸르트 괴테 대학교에서 기독교이론과 문화이론 협력교수 (Apl. Professor)로 강의하고 있다.

주요 연구 및 관심 분야는 종교와 뉴미디어, 영화와 신학, 종교와 근대성, 성서시대 이후 유태교와 철학 비교, 신흥 종교 운동 (NRB)과 근본주의 등이다. 

## 저술

### 저서
- 종말론, 파데르보른(Schöningh) 2013
- 허구와 비평 사이. 신학적 해석학의 도전이 되는 묵시론적인 모티브가 갖는 시사성, 프라이부르트 (헤르더 출판사) 2005
- 하느님의 흔적에 있는 무신론. 쟈크 데리다 이후의 신학. 마인츠 (그뤼네발트 출판사)

### 편서
- 신학의 합리성 유형 (귄터 크루크 공편) Quaestiones disputatae vol.285, Freiburg (Herder) 2017.
- 영화에 나타난 이슬람 이미지. 슈테판 오르트(Stefan Orth)와 미하엘 슈타이게르(Michael Staiger). 마르부르크 (슈렌) 2014.
- 테바레츠 판 엘스트(ebartz-van Elst )사건. 돋보기 아래의 교회 위기. 프라이 부르크 (허더) 2014.
- 공간, 몸, 아이콘. (탈) 종파적인 필름아이콘의 역사(영화와 신학 19). 찰스 마르티히(Charles Martig), 카르스텐 비자리우스(Karsten Visarius) 공편. 마르부르크 (슈렌) 2013.
- 철학자들 사이의 바울. 크리스티안 슈트레커(Christian Strecker) 공편. 슈투트가르트 (콜하머) 2013.
- 물론 문화. (탈)세속 자리매김. 마르틴 람프(Martin Ramb) 공편. 파더 보른 (Schöningh) 2010.
- 종교적 시선들? 종교적에 대한 시선들. 시각성과 종교. 다리아 페촐리 올리기아티(Daria Pezzoli-Olgiati)와 베르벨 바인하우어 쾰러(Bärbel Beinhauer-Köhler) 공편.  취리히 (TVZ) 2010.
- 하느님은 세상에 어떻게 오시는가? 그리스도의 몸에 대한 낯선 시선. 프랑크푸르트 암 마인 (벨트렐리기온 출판사) 2009
- 평행 세계. 기독교 종교와 현실 복제. 종교 문화 6. 슈투트가르트 (콜하머) 2009. 요한 에반겔리스트 하프너 (Johann Evangelist Hafner) 공편
- 종교적 전환- 종교의 전환. 변화된 문화 담론, 새로운 형태의 종교 지식. (종교 문화 1). 슈투트가르트 (콜하머) 2008. 안드레아스 네링 (Andreas Nehring) 공편
- Dogville-Godville. 라르스 폰 트리어스(Lars von Triers)의 영화에 대한 방법론적 접근. (영화와 신학 12). 마르부르크 (Schüren) 2008. 슈테판 오르트(Stefan Orth), ㅁ하엔 슈타이거(Michael Staiger) 공편
- 위협인가 약속인가? 현대의 조건 아래 신에 관해 이야기한다는 것. 오스트필데른 (Grünewald) 2007. 마그누스 슈트리트(Magnus Striet), 카르스텐 크로이처(Karsten Kreutzer) 공편
- 성직자 비판 - 신성 모독? 단 브라운 (Dan Brown) 비판적으로 읽기. 뮌스터 (Aschendorff) 2007.
- 영화 예술과 사회 비평-사회적 윤리적 탐구 (영화와 신학 7). 마르부르크 (슈렌) 2005. 발러 레쉬 (Walter Lesch), 찰스 마르티히(Charles Martig)와 공편
- 영화관의 어린이-종교적 차원들. (영화와 신학 6). 마르부르크(Schüren) 2004. 슈테판 오르트(Stefan Orth), 미하엘 슈타이거(Michael Staiger)와 공편
- 신앙의 원천이 되는 기적? 가톨릭 교회 안팎의 기적에 대한 끊임없는 열정에 대한 조사. (종교적 세계관에 관한 지식과 토론을 위한 텍스트) 프라이부르크 사목청(Seelsorgeamt Freiburg) 2003.
- 영화 속 세계 종교. 유대교, 기독교, 이슬람교, 힌두교, 불교. (영화와 신학 3). 마르부르크 (슈렌) 2002.
- 무조건적인 이해? ! 첫 번째 철학과 해석학 사이의 근본주의신학. 레겐스부르크(Pustet) 2001. 사스키아 벤델(Saskia Wendel)과 공편
- 종말 혹은 새로운 교회? 변방의 묵시록적 사유와 대형교회 건너편 (종교적 세계관에 관한 지식과 토론을 위한 텍스트) 프라이부르크 사목청(Seelsorgeamt Freiburg) 2001.
- 신곡. 영화 속 희극성이 지닌 종교적 차원. 영화와 신학 2. 쾰른 (KIM und Schüren) 2001. 슈테판 오르트(Stefan Orth), 라인홀트 츠비크(Reinhold Zwick)와 공편
- 구원과 구속에 대한 갈망. 프라이부르크 지역에서 예시 된 밀교 및 기독교 풍경. 뮌스터 (LIT) 2000. 토마스 쾨르벨(Thomas Körbel), 알베르트 람페(Albert Lampe)와 공편
- 20 세기 철학 속의 유태 전통. 다름슈타트 (Scientific Book Society und Primus Verlag) 2000. 사스키아 벤델 (Saskia Wendel) 공편